# Айбашево
Айбашево (баш. Айбаш) — деревня в Бирском районе Республики Башкортостан Российской Федерации. Входит в состав Березовского сельсовета. 

## География

### Географическое положение
Расстояние до:
- районного центра (Бирск): 29 км,
- центра сельсовета (Печенкино): 7 км,
- ближайшей ж/д станции (Уфа): 76 км.

## Население
| 2002 | 2009 | 2010 |
| ---- | ---- | ---- |
| 43   | ↘24  | ↗30  |

Согласно переписи 2002 года, преобладающая национальность — русские (68 %).